# Chicago Red Stars
Die Chicago Red Stars sind ein Frauenfußball-Franchise aus Lisle, Illinois, im Großraum Chicago. Es wurde 2007 gegründet, trat 2009 und 2010 in der Women’s Professional Soccer (WPS) an und spielt seit 2013 in der National Women’s Soccer League (NWSL), der jeweils höchsten Liga im Frauenfußball in den USA. Die Red Stars tragen ihre Heimspiele im SeatGeek Stadium aus.

## Geschichte

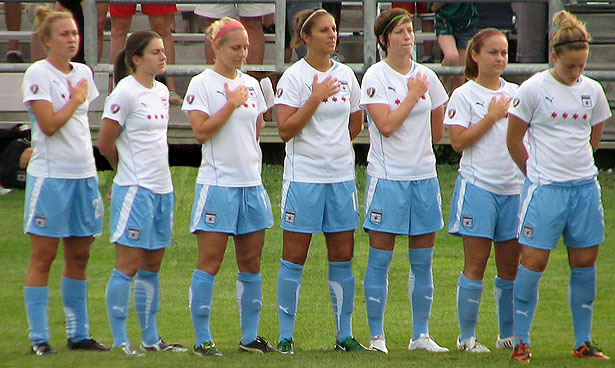
Spielerinnen beim Auswärtsspiel bei St. Louis Athletica beim Abspielen der Nationalhymne

### WPS
Die Chicago Red Stars gehörten als Franchisenehmer im Herbst 2007 zu den Gründungsmitgliedern der Women’s Professional Soccer. Die zunächst für 2007 geplante erste Austragung der Liga wurde aufgrund der Frauen-Weltmeisterschaft 2007 und den Olympischen Spielen 2008 in das Jahr 2009 verschoben. Im Juni 2008 erhielt das Team seinen Namen, der sich auf die roten Sterne in der Flagge der Stadt Chicago bezieht.
In der Debütsaison 2009 spielten die Chicago Red Stars im hinteren Bereich der Liga. Nach fünf Siegen aus 20 Spielen belegte die Mannschaft um Spielerinnen wie Caroline Jönsson, Lindsay Tarpley, Karen Carney und Cristiane den sechsten Tabellenplatz.
Auch in der Saison 2010 kam das Team nicht über einen sechsten und vorletzten Platz in der Abschlusstabelle hinaus. Nachdem es dem Management nach dem Ende der Saison nicht gelang, neue Investoren für das Team zu finden stellte das Team den Spielbetrieb in der WPS ein.

### Zwischenjahre
Nach der Saison 2010 übernahm Arnim Whisler als einziger Investor das Franchise und führte es durch die Saison 2011 der Women’s Premier Soccer League und die Saison 2012 der Women’s Premier Soccer League Elite.

### NWSL
Am 24. November 2012 wurde die Gründung einer neuen Frauenfußballprofiliga, die National Women’s Soccer League, in den USA bekanntgegeben. Die Red Stars wurden als Gründungsmitglied dieser Liga durch die drei nordamerikanischen Verbände USSF, CAF und FEMEXFUT bestätigt.
In den ersten beiden Spielzeiten verpasste das Franchise die Teilnahme an den Play-offs der besten vier Teams der regulären Saison. Nach einem sechsten Platz in der Saison 2013 wurde im Folgejahr der fünfte Platz erreicht, punktgleich mit dem letzten Play-off-Teilnehmer Washington Spirit.
In der Saison 2015 gelang mit dem zweiten Platz nach der regulären Saison erstmals der Einzug in die Play-offs. Dort scheiterte Chicago im Halbfinale am späteren Sieger FC Kansas City.
Auch in den Jahren 2016, 2017 und 2018 erreichten die Chicago Red Stars als Dritter bzw. Vierter in der regulären Saison die Play-offs, verloren jedoch jeweils das Halbfinale (2016 nach Verlängerung gegen Washington Spirit, 2017 und 2018 gegen North Carolina Courage).
Die reguläre Saison 2019 schloss Chicago auf dem zweiten Tabellenplatz ab und erreichte damit erneut die Play-offs. Dort gelang mit einem Halbfinalsieg über den Portland Thorns FC erstmals der Einzug ins Finale der NWSL. in diesem scheiterte das Team allerdings am Titelverteidiger North Carolina Courage und musste sich mit der Vizemeisterschaft zufriedengeben.

## Stadion

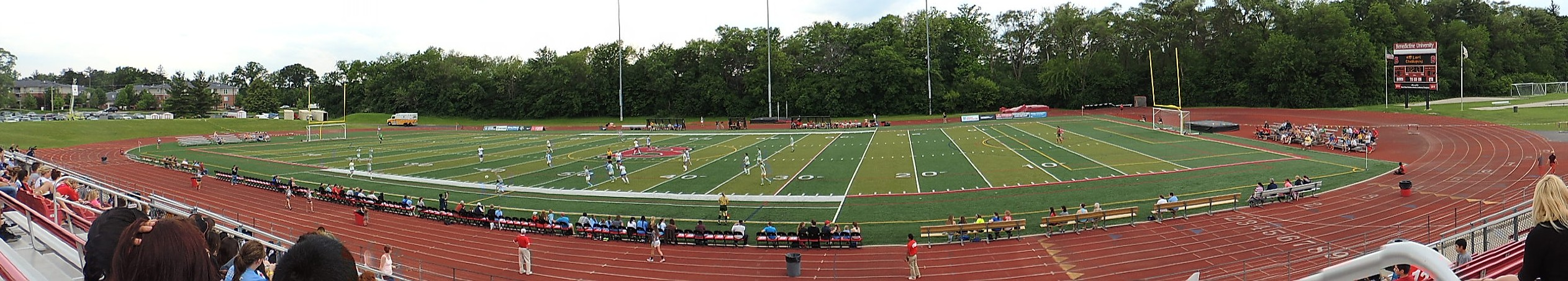
Panorama des Benedictine University Stadium (2013)

- Sports Complex at Benedictine University; Lisle (2013–2015)
- SeatGeek Stadium; Bridgeview (2009–2010 und seit 2016)

Die Mannschaft trug ihre Heimspiele von 2013 bis 2015 im Village of Lisle-Benedictine University Sports Complex aus, im dortigen 3.000 Zuschauer fassenden Main stadium. Die gesamte Anlage gehört zu der privaten römisch-katholischen Benedictine University, welche sich in Lisle, Illinois befindet. Zur Saison 2016 erfolgte der Wechsel in den deutlich größeren Toyota Park (mittlerweile SeatGeek Stadium), in dem auch Chicago Fire aus der Major League Soccer beheimatet ist. Dort spielte das Team bereits während der WPS-Zeit.

## Trainer
- seit 2013: Rory Dames

## Saisonstatistik
| Jahr | Liga       | Reguläre Saison                      | Play-offs                            | Zuschauerdurchschnitt 1              | Erfolgreichste Torschützin 1         |
| ---- | ---------- | ------------------------------------ | ------------------------------------ | ------------------------------------ | ------------------------------------ |
| 2009 | WPS        | 6. Platz                             | nicht qualifiziert                   |                                      |                                      |
| 2010 | WPS        | 6. Platz                             | nicht qualifiziert                   |                                      |                                      |
| 2011 | WPSL       | 1. Platz (North Div.)                | Finale                               |                                      |                                      |
| 2012 | WPSL Elite | 4. Platz                             | Finale                               |                                      |                                      |
| 2013 | NWSL       | 6. Platz                             | nicht qualifiziert                   | 1.711                                | Lori Chalupny (5)                    |
| 2014 | NWSL       | 5. Platz                             | nicht qualifiziert                   | 2.949                                | Christen Press (6)                   |
| 2015 | NWSL       | 2. Platz                             | Halbfinale                           | 4.415                                | Christen Press (10)                  |
| 2016 | NWSL       | 3. Platz                             | Halbfinale                           | 3.004                                | Christen Press (8)                   |
| 2017 | NWSL       | 4. Platz                             | Halbfinale                           | 3.198                                | Christen Press (11)                  |
| 2018 | NWSL       | 4. Platz                             | Halbfinale                           | 4.004                                | Sam Kerr (16)                        |
| 2019 | NWSL       | 2. Platz                             | Finale                               | 5.451                                | Sam Kerr (18)                        |
| 2020 | NWSL       | Wegen der COVID-19-Pandemie abgesagt | Wegen der COVID-19-Pandemie abgesagt | Wegen der COVID-19-Pandemie abgesagt | Wegen der COVID-19-Pandemie abgesagt |
| 2021 | NWSL       | 4. Platz                             | Finale                               | 3.143                                | Kealia Watt (5)                      |
| 2022 | NWSL       | 6. Platz                             | Erste Runde                          | 5.872                                | Mallory Pugh (11)                    |